# Университет Небраски в Линкольне
Университет Небраски в Линкольне (UNL, NU) — американский государственный исследовательский университет, расположенный в Линкольне. Старейший и крупнейший университет штата, флагманский вуз в системе Университета Небраски.
Создан законодательным органом штата Небраска в 1869 году с выделением земли согласно законам Морилла от 1862 года — через два года после получения Небраской статуса штата. На рубеже XIX и XX веков стал значительно расширяться, нанимать преподавателей из восточных школ; основной фокус первых десятилетий — аграрные исследования. «Метод Небраски», созданный в университете, заложил основу для исследований в теоретической экологии в XX веке.
Университет организован как объединение восьми колледжей:
- Колледж сельскохозяйственных наук и природных ресурсов
- Колледж архитектуры
- Колледж искусств и наук[англ.]
- Колледж делового администрирования
- Колледж образования и гуманитарных наук[англ.]
- Инженерный колледж
- Колледж изобразительного и театрального искусства Хиксона — Лайеда[англ.]
- Колледж журналистики и массовых коммуникаций
- Юридический колледж[англ.]

Более 100 зданий университета расположены в двух кампусах в Линкольне.